# Institut umění v Chicagu
Institut umění v Chicagu (anglicky Art Institute of Chicago, zkratkou AIC), je muzeum výtvarného umění, které se nachází  v Chicagu, ve státě Illinois, v Grant Parku na South Michigan Avenue 111. Svou rozlohou jeden milion čtverečních stop je druhým největším muzeem umění ve Spojených státech, hned za Metropolitan Museum of Art v New Yorku.
Muzeum je proslulé jednou ze světově nejvýznamnějších kolekcí impresionistů a postimpresionistů, ale spravuje díla z celého světa vytvořená za 5 000 let vývoje člověka, od starých japonských tisků přes antiku po současné americké umění. Vedle výtvarného umění má ve sbírkách exponáty uměleckého řemesla, architektury nebo fotografie. Je spojeno se školou umění Institut of Chicago, v jehož čele stojí ředitel a předseda James Cuno. 

## Sbírky

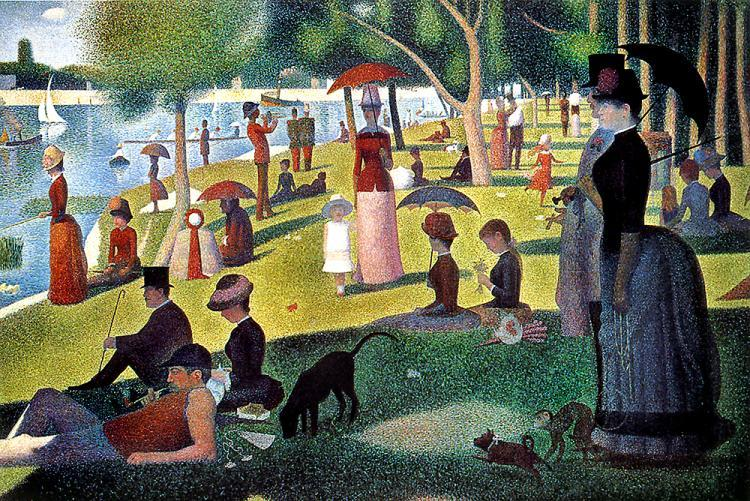
Georges Seurat, Nedělní odpoledne na ostrově La Grande Jatte 1884–1886

Sbírka Institutu zahrnuje více než 5 000 let kultur z celého světa a obsahuje více než 260 000 děl.
Obsahuje například Madonu s dítětem a dvěma anděly od Botticelliho, z francouzských impresionistů třicet maleb Moneta včetně Kupek sena a Leknínů, Renoirovy Dvě sestry (Na terase), Cézannovy obrazy Koupající se, Košík jablek a Madame Cézanne ve žlutém křesle, V Moulin Rouge od Lautreca, Seuratovo Nedělní odpoledne na ostrově La Grande Jatte a Caillebottovu Pařížskou ulici - deštivý den. Najdeme zde i Van Goghův obraz Ložnice v Arles a Autoportrét, 1887,  od amerických malířů například Woodovu Americkou gotiku a Hopperovy Noční ptáky.

## Budova Art Institute Building

### Modern Wing
Dne 16. května 2009 Institut otevřel Modern Wing, což The New York Times označil za největší rozmach muzea v historii muzeí. S plochou na 264 000 čtverečních metrech se stalo druhým největším muzeem v USA. Obsahuje sbírku evropského umění z počátku 20. století, včetně Picassova The Old Guitarist, Matissova Bathers by a River a Magrittův Time Transfixed. Je také domovem pro současné umění od roku 1960; nové fotografie, video médií, architektury a designu.

## Fotografie

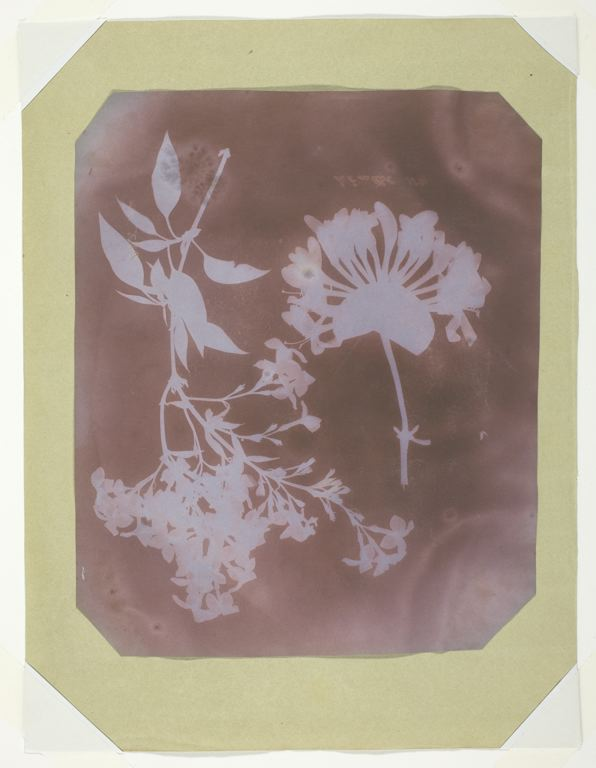
William Henry Fox Talbot: Two Plant Specimens, 1839

Institut výtvarného umění se soustředí také na obor fotografie. Sleduje historii tohoto média od jeho počátku v roce 1839 až do současnosti. Fotografická sbírka Art Institutu obsahuje díla mnoha významných autorů. Kolekce vznikla v roce 1949, kdy Georgia O'Keeffe darovala kolekci fotografií svého muže Alfreda Stieglitze. Získání sbírek Julien Levy Collection, daru více než 200 fotografií Edwarda Westona, zakoupení prací Paula Stranda, Eugéna Atgeta nebo André Kertésze učinilo z oddělení sbírek moderních mistrů jedno z nejsilnějších na světě.

### Sbírka fotografií (výběr)
Obsahuje díla následujících autorů:

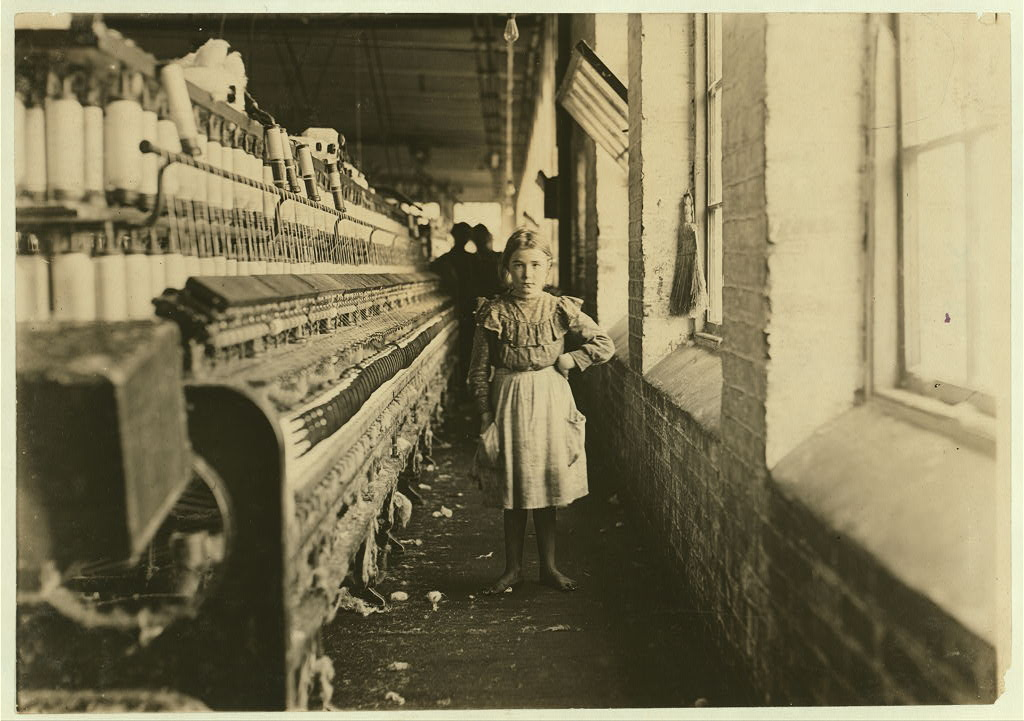
Lewis Hine (1874–1940): A little spinner in a Georgia Cotton Mill

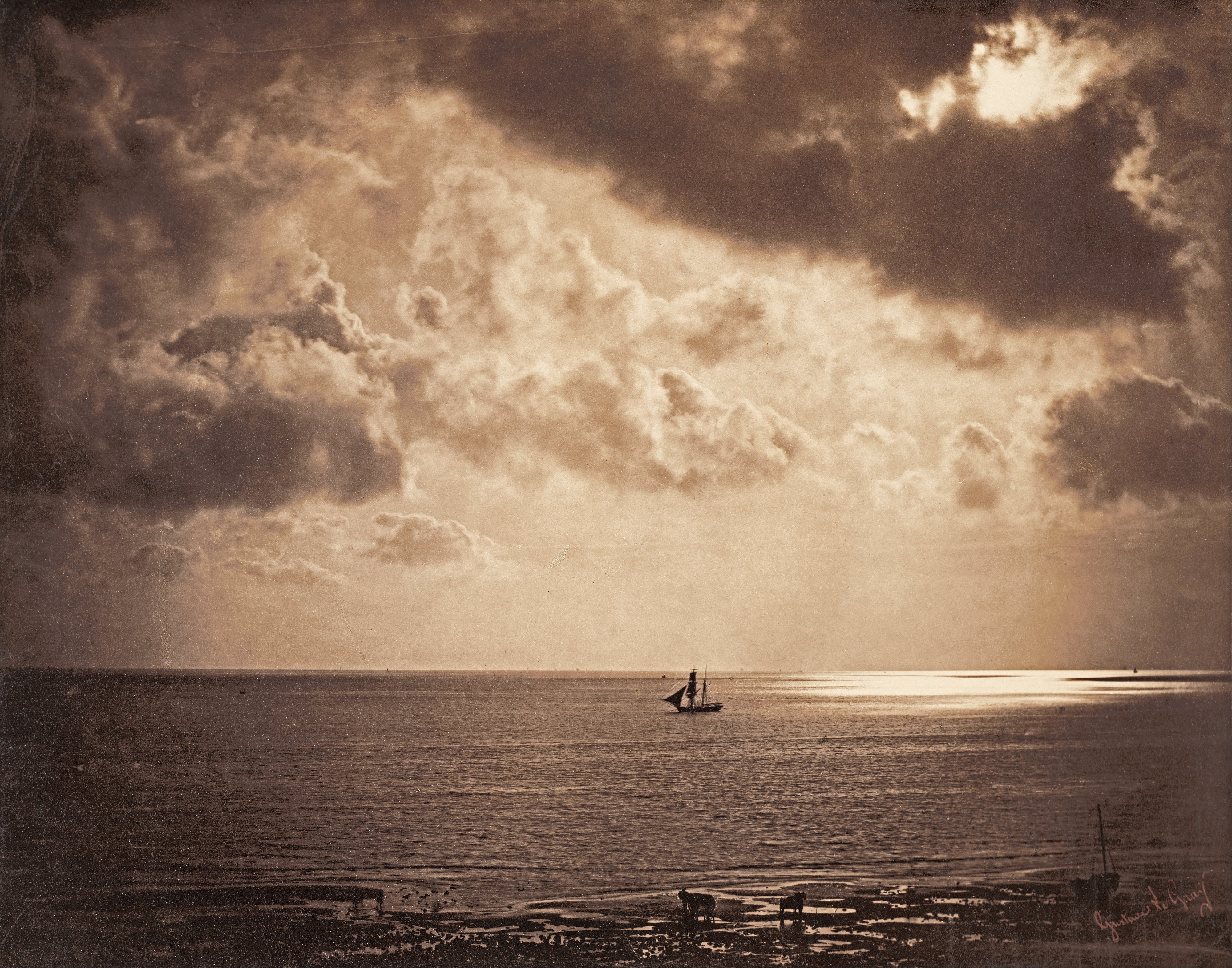
Gustave Le Gray (1820–1884): Brig on the Water, 1856

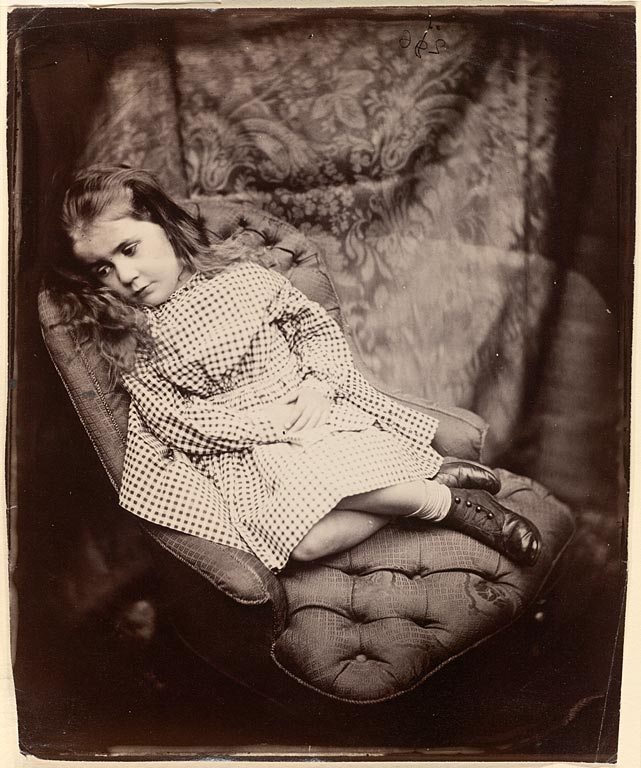
Lewis Carroll (1832–1898): Margaret Frances Langton Clarke, 1864

- Ansel Easton Adams, Američan, 1902–1984, Moonrise, Hernandez, New Mexico, 1941
- Manuel Alvarez-Bravo, Mexičan, 1902–2002, Maniquís riendo, (Laughing Mannequins), 1930
- Diane Arbusová, Američanka, 1923–1971, Two Ladies at the Automat (New York City), 1966, printed 1977
- Jean-Eugène-Auguste Atget, Francouz, 1857–1927, Boulevard de Strasbourg (Corsets), 1912
- Richard Avedon, Američan, 1923–2004, Ronald Fisher, Beekeeper, Davis, California, May 9, 1981, printed in 1985
- Tina Barneyová, Američanka, nar. 1945, Jill and Polly in the Bathroom, 1987
- Dawoud Bey, Američan, nar. 1953, Candida and Her Mother, Celia, II, 1994
- Bratři Bissonové: Louis-Auguste Bisson a Auguste-Rosalie Bisson, Francouzi, 1814–1876 and 1826–1900, respectively, The Portal of Saint Ursinus at Bourges, c. 1863
- Brassaï (Gyula Halász), Francouz, nar. v Transylvanii, 1899–1984, Two Apaches in Paris, c. 1932
- Harry Callahan, Američan, 1912–1999, Chicago, 1950
- Julia Margaret Cameron, Britka, 1815–1879, Julia Jackson, 1867
- Lewis Carroll (the Reverend Charles Lutwidge Dodgson), Angličan, 1832–1898, Margaret Frances Langton Clarke, 1864
- Henri Cartier-Bresson, Francouz, 1908–2004, Hyères, France, 1932
- Chuck Close, Američan, nar. 1940, Self-Portrait, 2001
- Roy DeCarava, Američan, nar. 1919, Dancers, New York, 1956
- Maxime Du Camp, Francouz, 1822–1894, Ibsamboul, Colosse Médial (Enfoui) du Spéos de Phrè Nubie, Palestine et Syrie, 1849/51
- William Eggleston, Američan, nar. 1939
- Walker Evans, Američan, 1903–1975, Penny Picture Display, Savannah, 1936
- Marie-Blanche-Hennelle Fournier, Francouzka, 1831–1906, The Madame B Album, 1870s
- Robert Frank, Američan švýcarského původu, 1924, Political Rally, Chicago, 1956
- Nan Goldinová, Američanka, nar. 1953, The Ballad of Sexual Dependency, 1979–2001
- Lewis Wickes Hine, Američan, 1874–1940, Sadie Pfeifer, a Cotton Mill Spinner, Lancaster, South Carolina, 1908
- André Kertész, Američan, nar. v Maďarsku, 1894–1985, Chez Mondrian, Paris, 1926
- Jacques-Henri Lartigue, Francouz, 1894–1986, Zissou in his Tire Boat, Chateau de Rouzat, 1911
- Gustave Le Gray, Francouz, 1820–1884, Brig on the Water, 1856
- Helen Levittová, Američanka, 1913–2009, New York, cca 1940
- El Lisickij, Rus, 1890–1941, Untitled, 1923
- Man Ray (Emmanuel Radnitzky), Američan, 1890–1976, Nancy Cunard, 1928
- Joel Meyerowitz, Američan, nar. 1938, Hartwig House, Truro, Cape Cod, 1976
- Samuel J. Miller, Američan, 1822–1888, Frederick Douglass, 1847-52
- Richard Misrach, Američan, nar. 1949, Desert Croquet #1 (Deflated World), 1987
- László Moholy-Nagy, Američan, nar. Hungary, 1895–1946, Berlin Radio Tower, c. 1928
- Vik Muniz, Brazilec, nar. 1961, Double Elvis, 1999
- Irving Penn, Američan, nar. 1917, Rochas Mermaid Dress, (Lisa Fonssagrives-Penn), Paris, 1950
- August Sander, Němec, 1876–1964, The Painter Otto Dix and His Wife, Martha, 1925/26
- Tokihiro Sató, Japonec, nar. 1957, 352 Kašimagawa, 1998
- Charles Sheeler, Američan, 1883–1965, Industry, 1932
- Fazal Sheikh, Američan, nar. 1965, Hadija and her Father, 1992/94
- Edward Steichen, Američan, nar. Luxembourg, 1879–1973, Midnight Lake George, 1904, Self-Portrait with Camera, c. 1917
- Alfred Stieglitz, Američan, 1864–1946, Georgia O'Keeffe, 1918
- Paul Strand, Američan, 1890–1976, Porch Shadows, 1916
- Hiroši Sugimoto, Japonec, nar. 1948, Mediterranean Sea, Cassis, 1989
- Larry Sultan, Američan, nar. 1946, Mom Posing for Me, 1984
- William Henry Fox Talbot, Angličan, 1800–1877, Two Plant Specimens, 1839
- Carleton Watkins, Američan, 1829–1916, Mendocino River, From the Rancherie, Mendocino County, California, c. 1863/68
- Carrie Mae Weems, Američan, nar. 1953
- Edward Weston, Američan, 1886–1958, Washbowl, 1925

### Výstavy
V roce 1946 zde proběhla samostatná výstava maďarského fotografa André Kertésze, která se skládala hlavně z fotografií z cyklu Den v Paříži. Sám Kertész tuto událost často označoval jako jednu ze svých největších momentů v Americe.

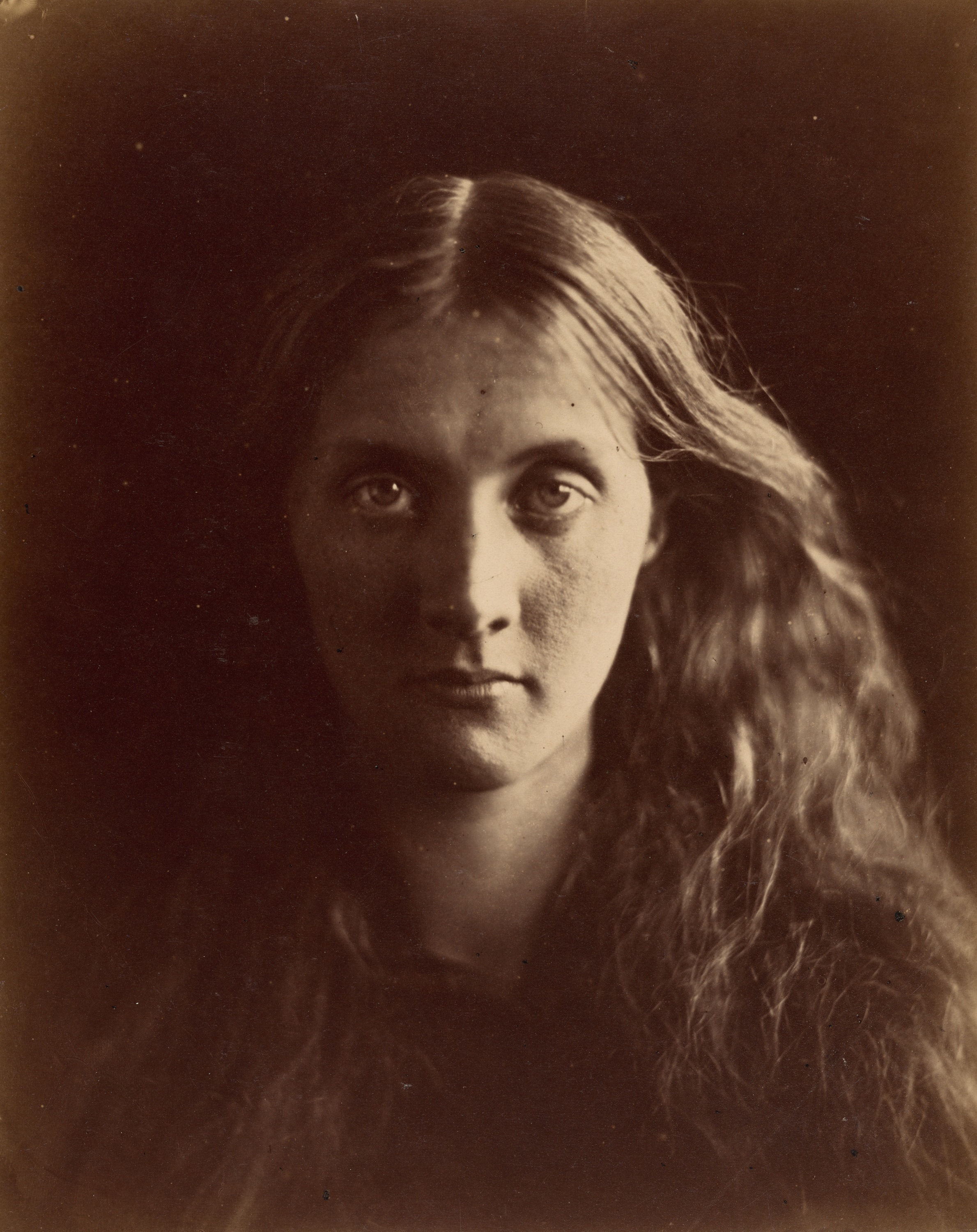
Julia Margaret Cameronová (1815–1879): Julia Jackson, 1867
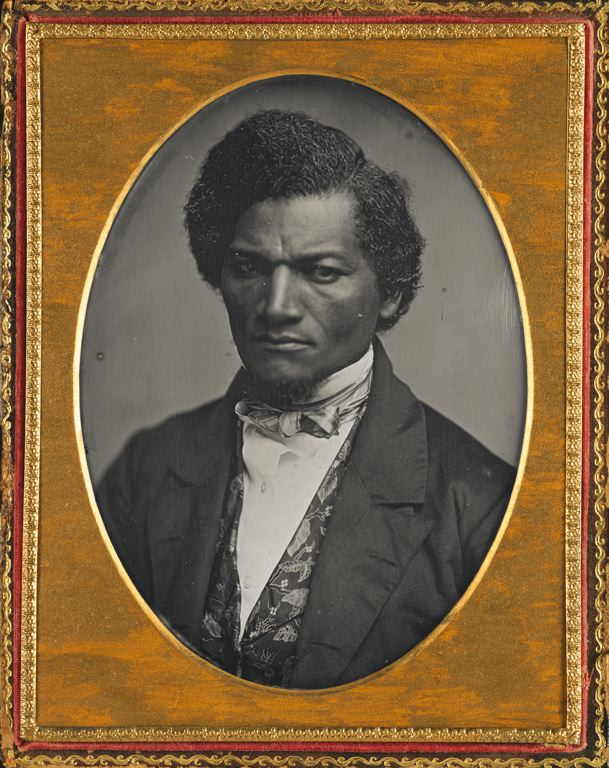
Samuel J. Miller (1822–1888): Frederick Douglass, 1847-52.jpg
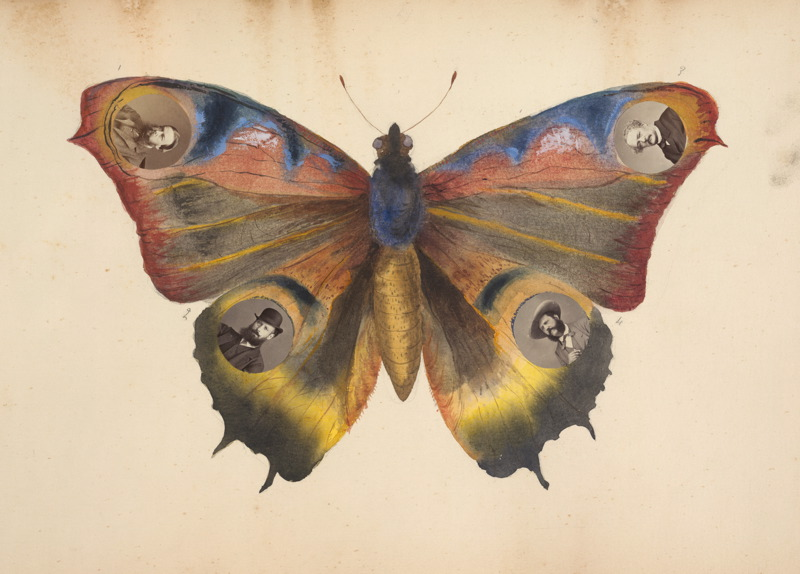
Marie-Blanche-Hennelle Fournier (1831–1906): Fournier The Madame B Album, cca 1870
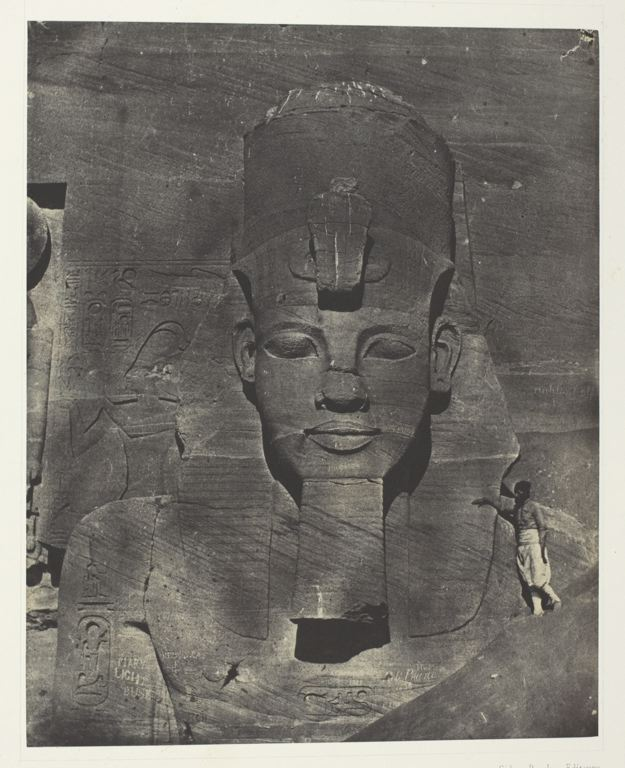
Maxime Du Camp (1822–1894): Ibsamboul, Colosse Médial (Enfoui) du Spéos de Phrè Nubie, Palestina a Sýrie, 1849-51

## Galerie

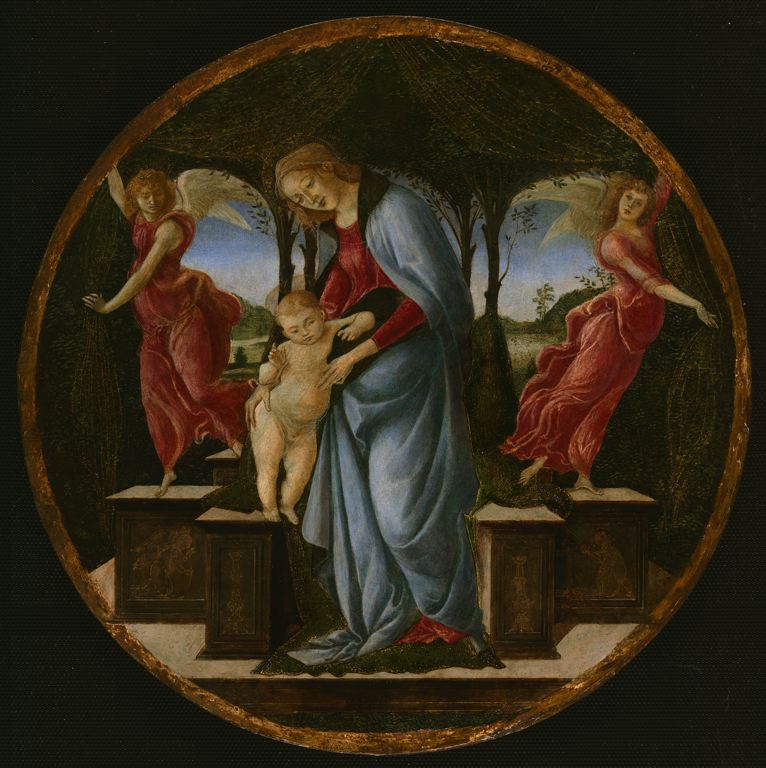
Sandro Botticelli, Madonna with Child and Two Angels, asi 1493
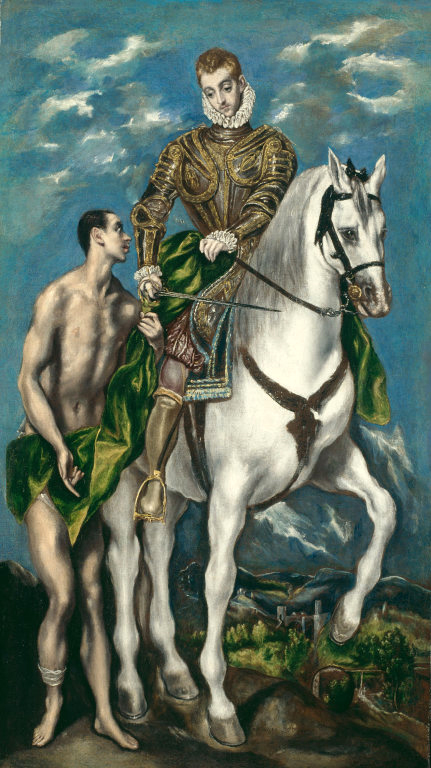
El Greco, Saint Martin and the Beggar, asi 1597–1600
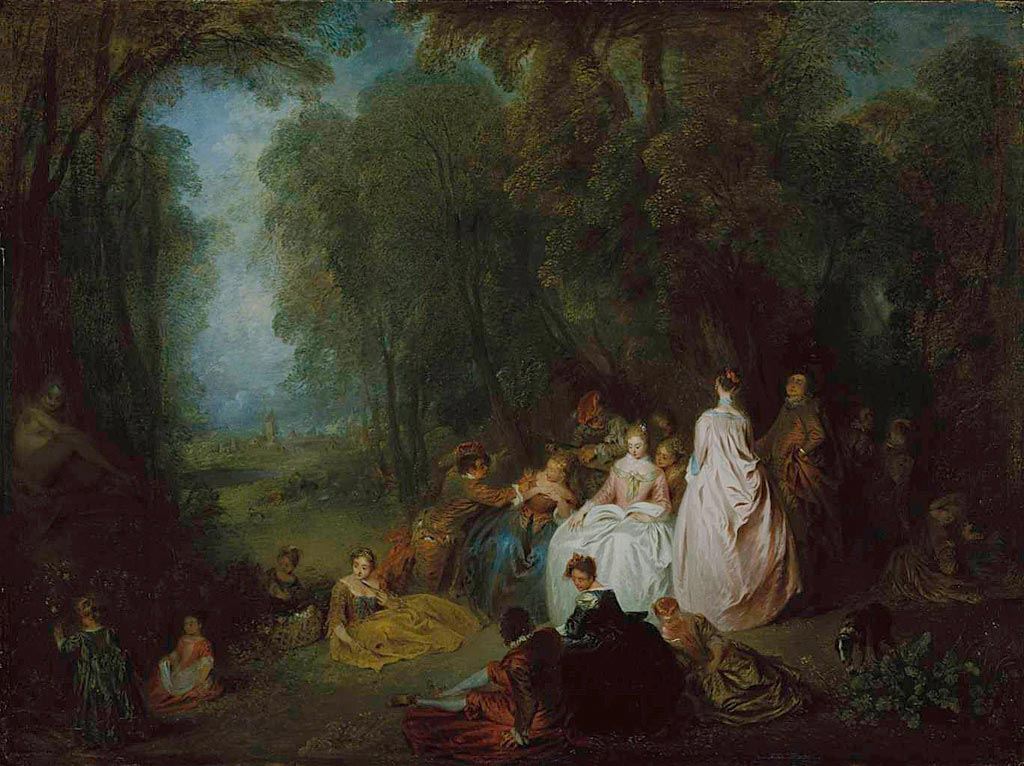
Antoine Watteau, Fête champêtre (Pastoral Gathering), 1718–1721
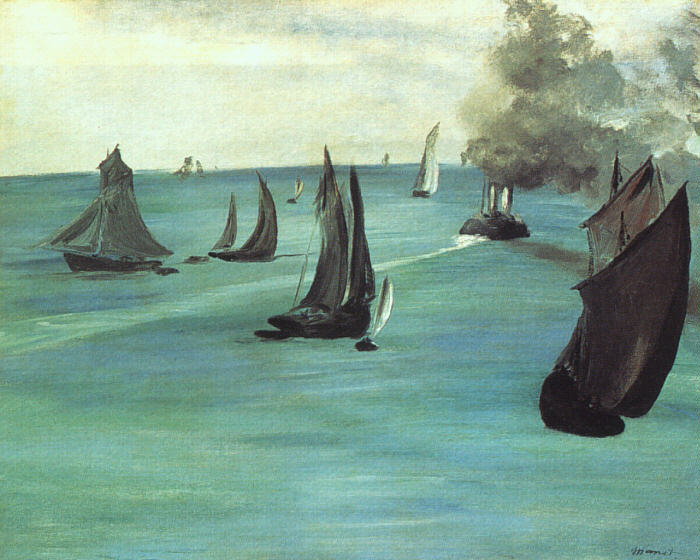
Édouard Manet, Seascape Calm Weather, 1864–1865
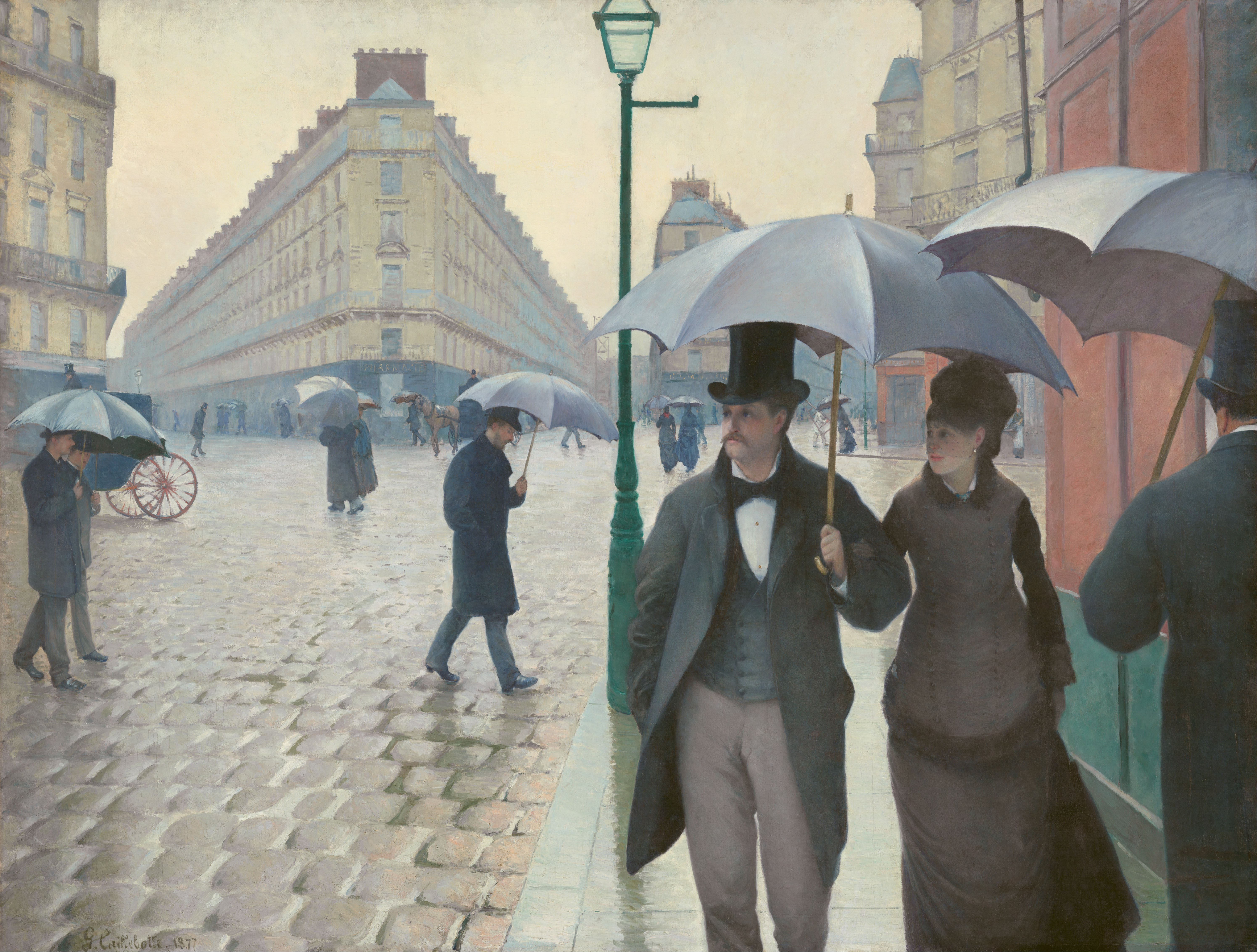
Gustave Caillebotte, Pařížská ulice v dešti, 1876–1877
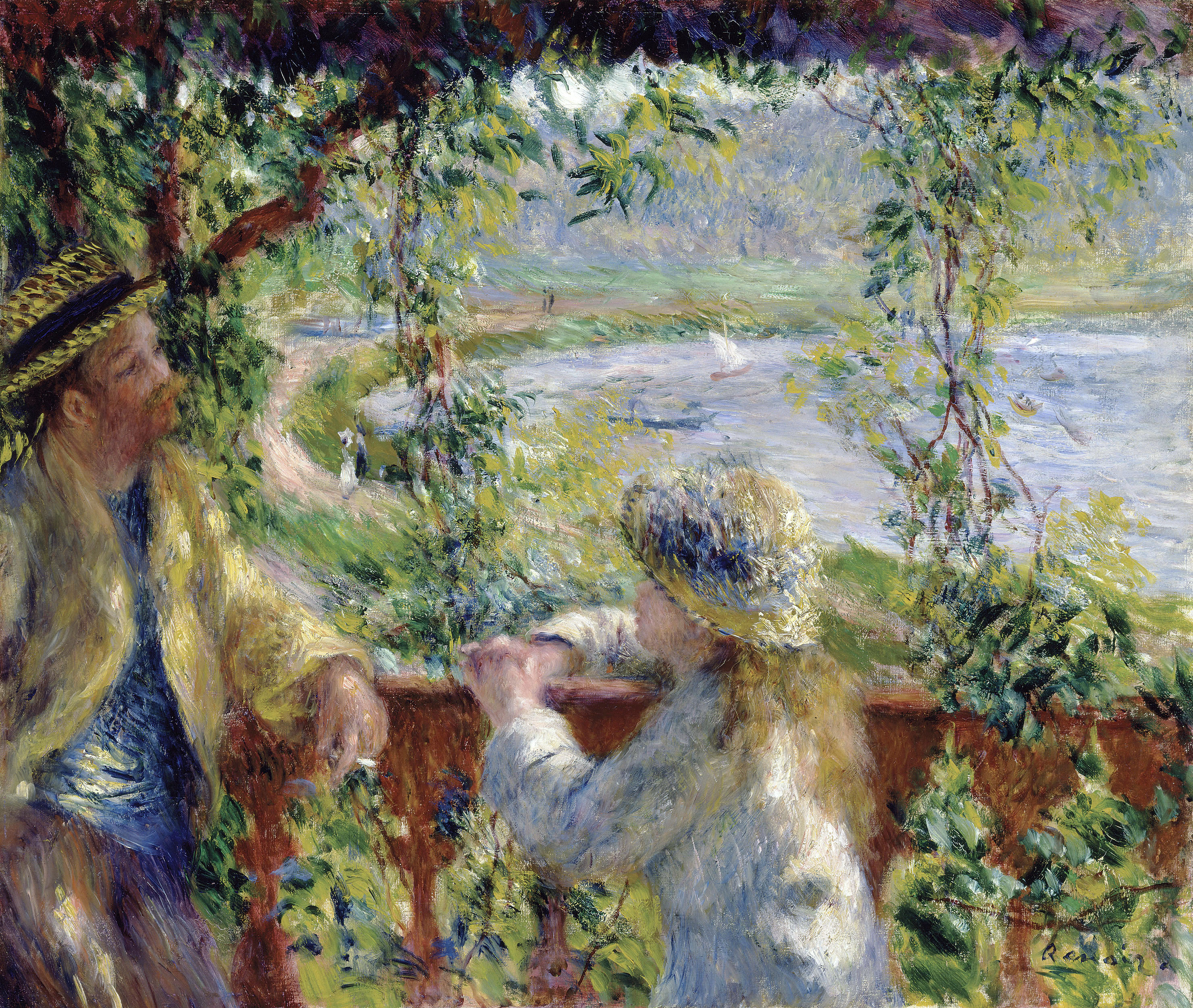
Auguste Renoir, By the Water, 1880
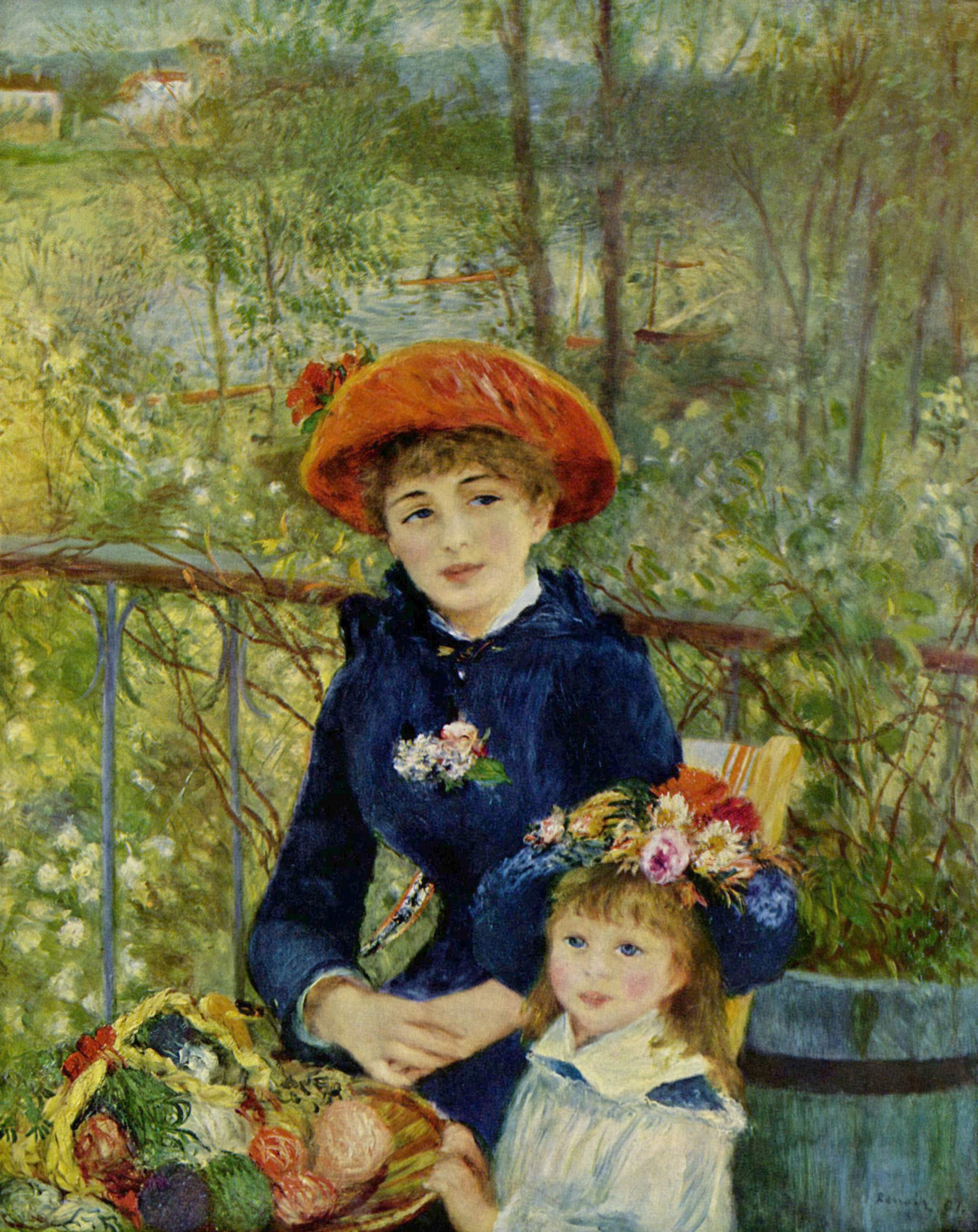
Pierre-Auguste Renoir, On the Terrace, 1881
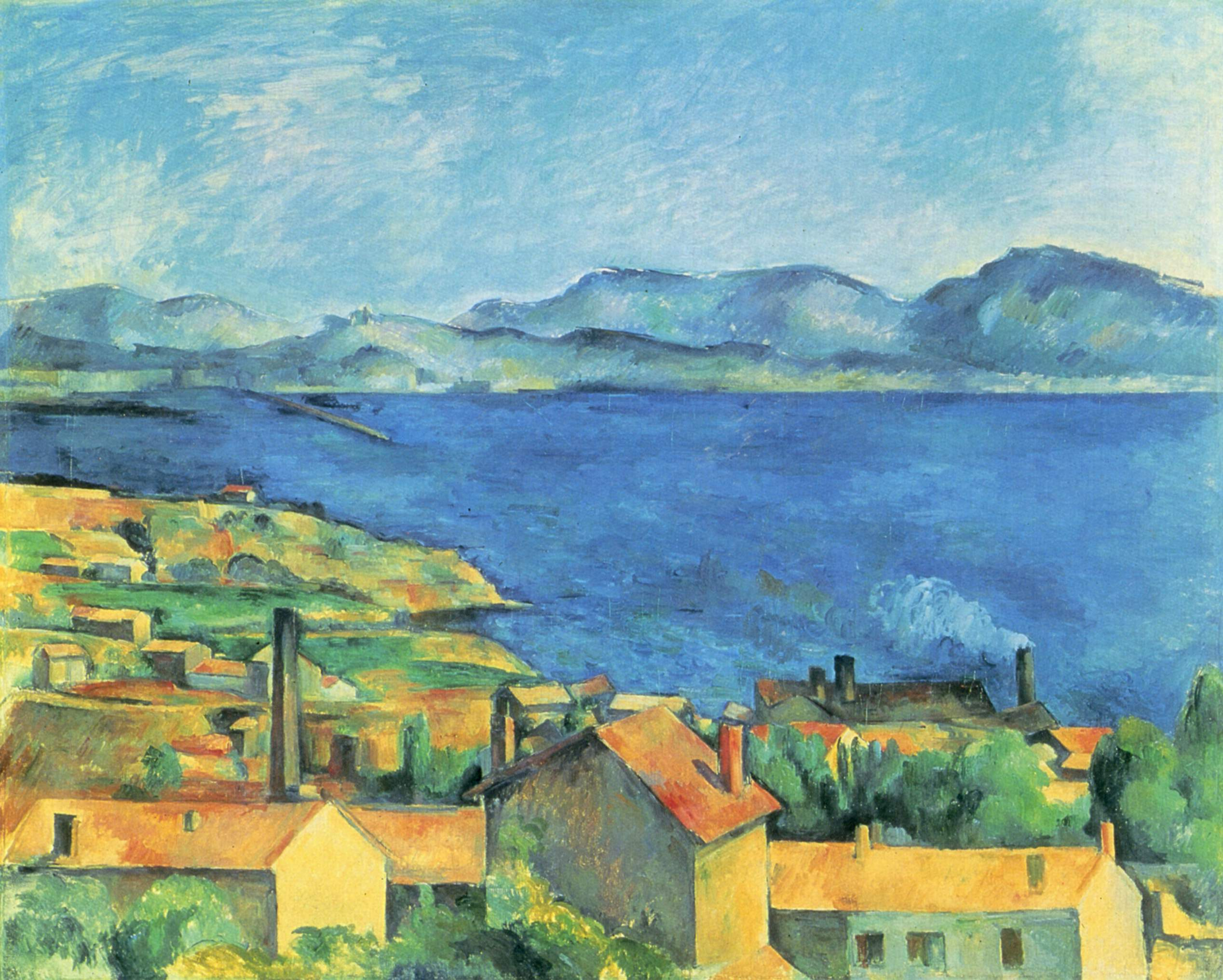
Paul Cézanne, The Bay of Marseilles, view from L'Estaque, 1885
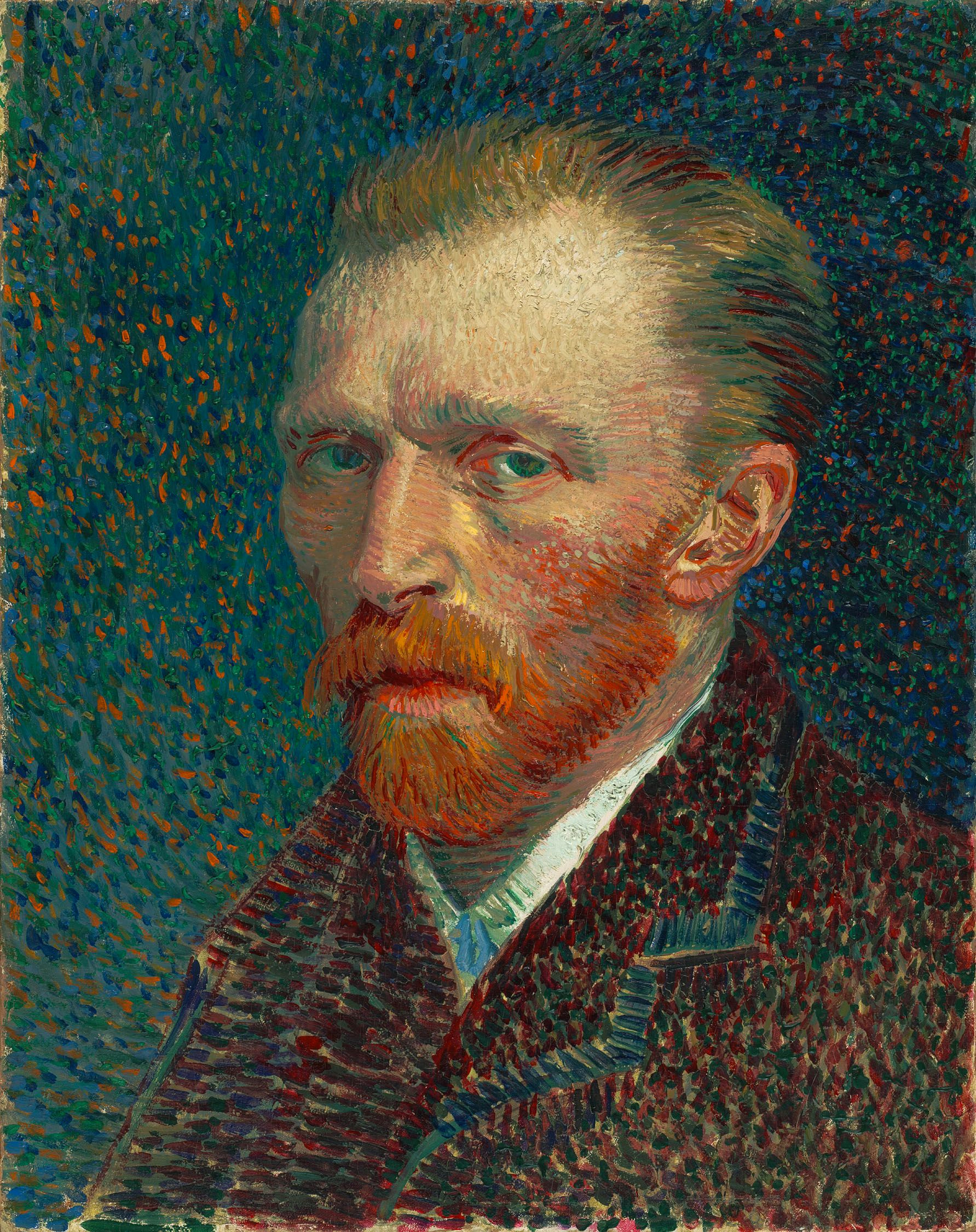
Vincent Van Gogh, Autoportrét, 1887
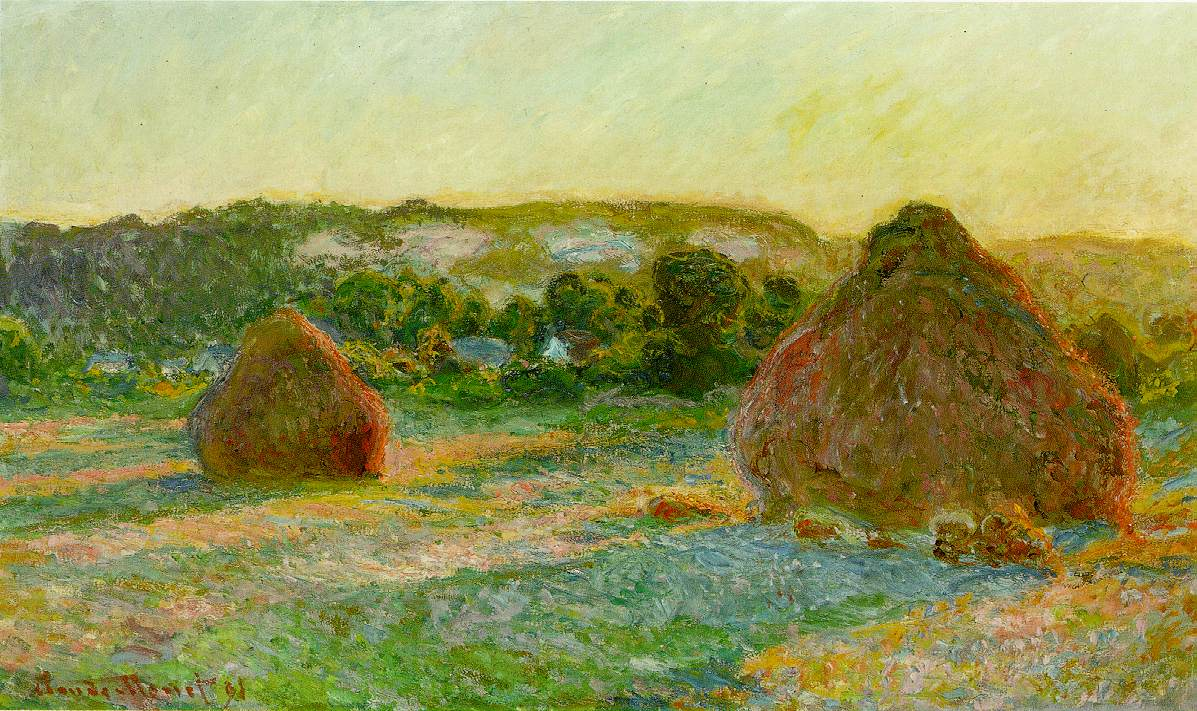
Claude Monet, Wheatstacks (End of Summer), 1890–1891
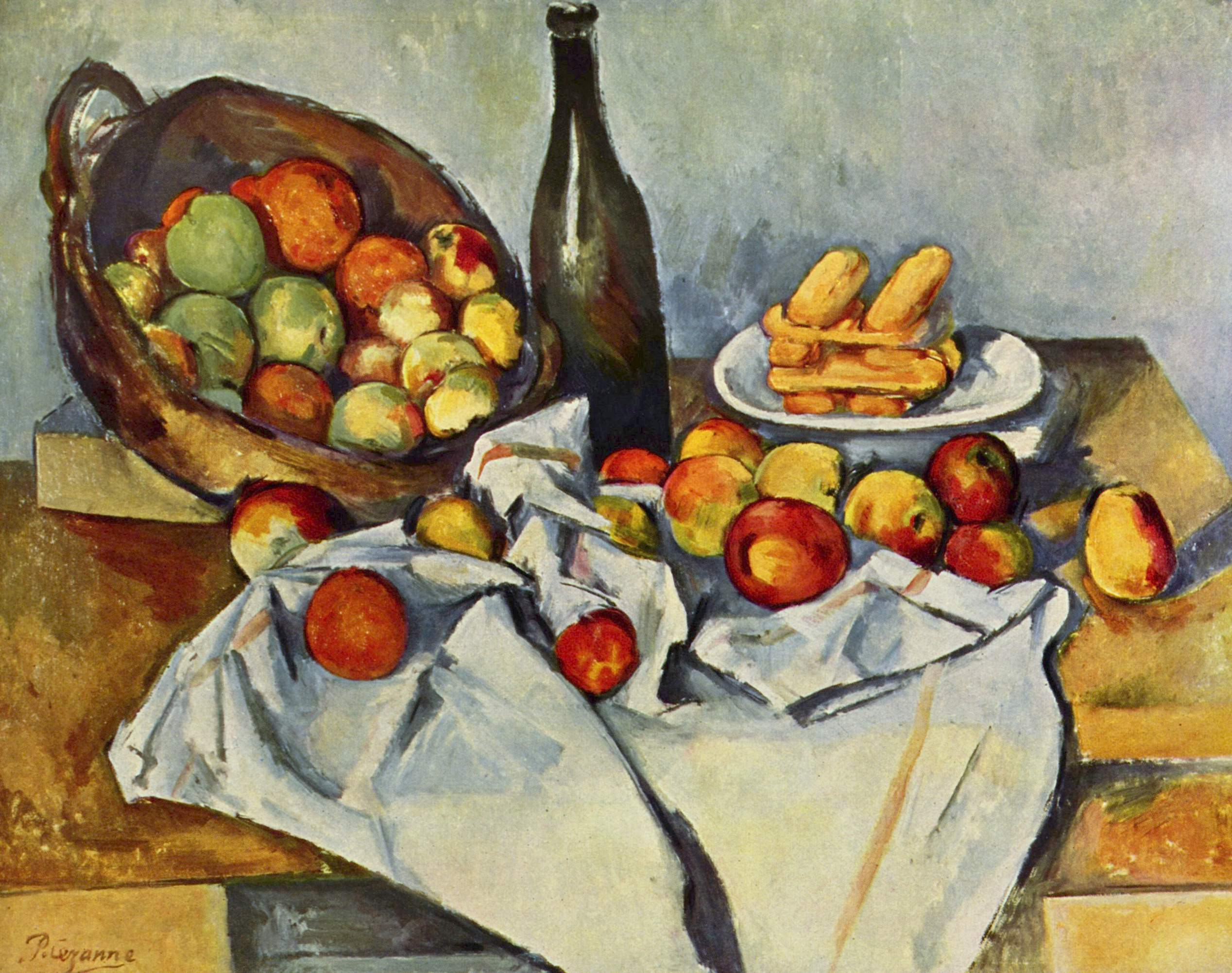
Paul Cézanne, Koš s jablky, asi 1890-1900
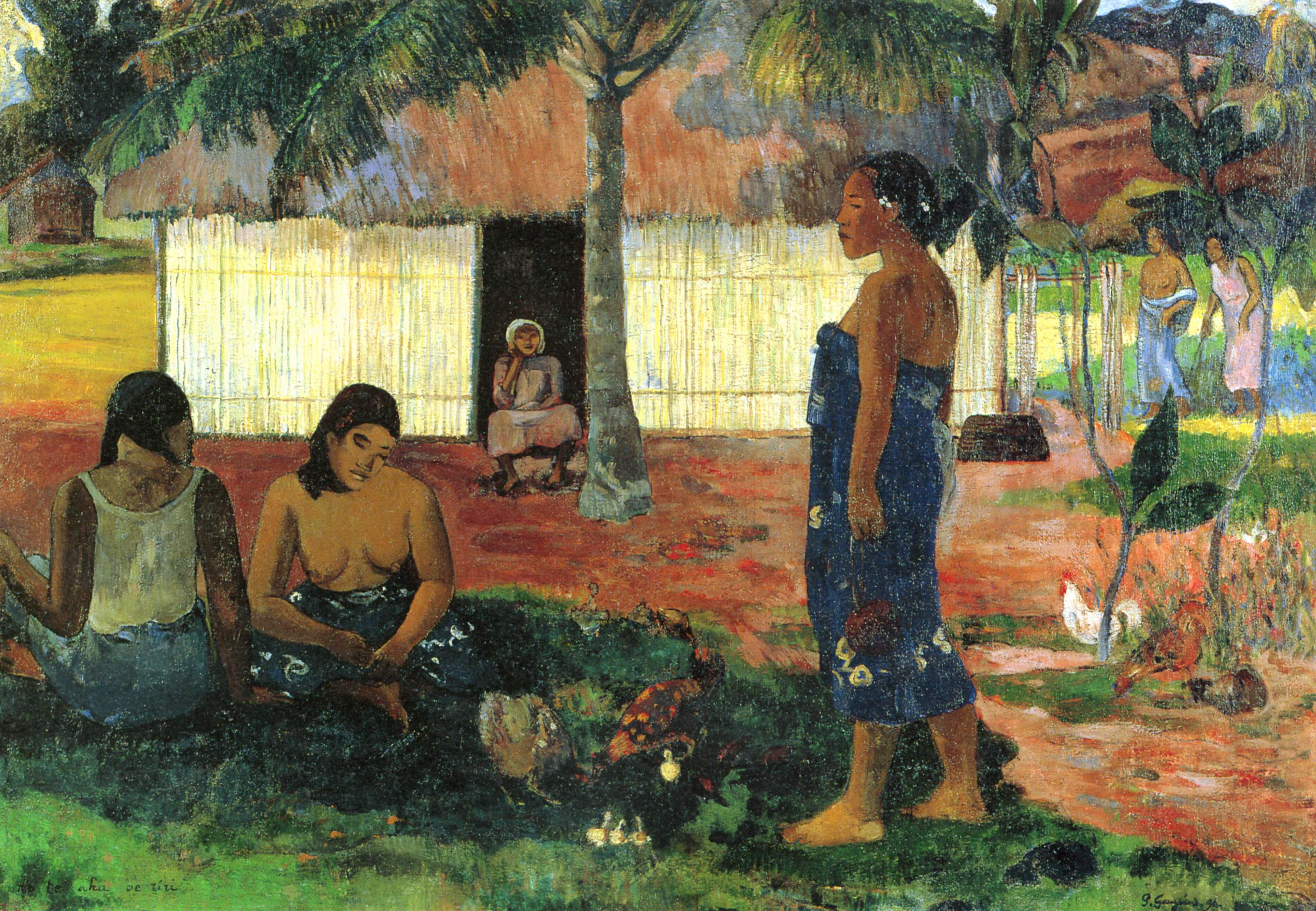
Paul Gauguin, Why are you angry?, 1896
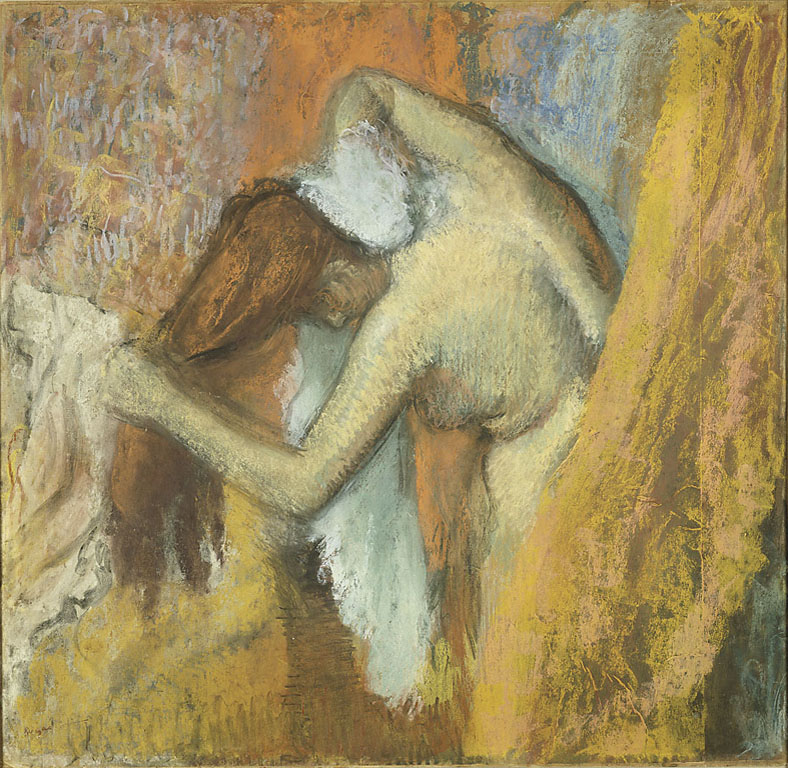
Edgar Degas, Woman at Her Toilette, asi 1900–1905
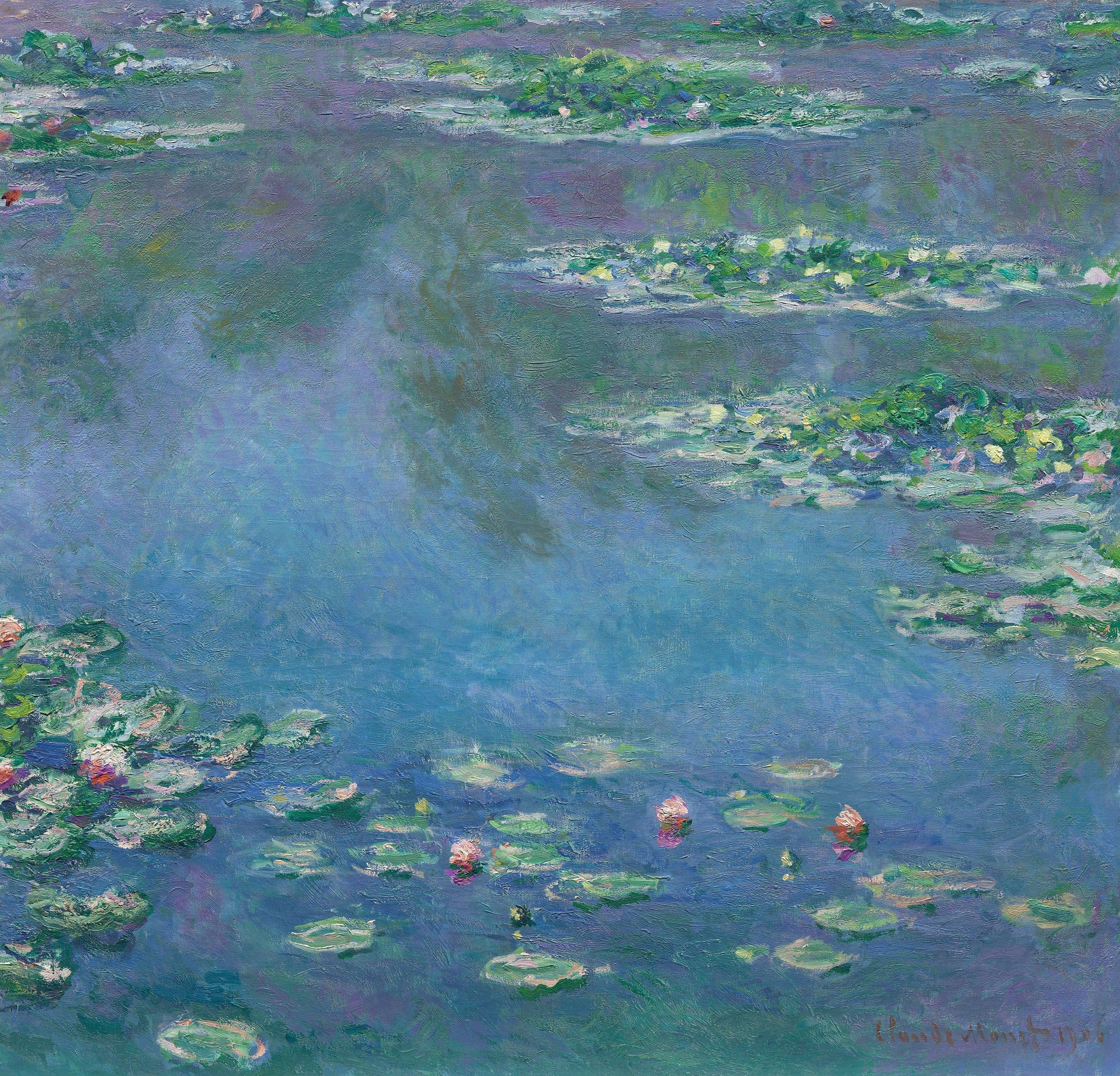
Claude Monet, Lekníny, 1906
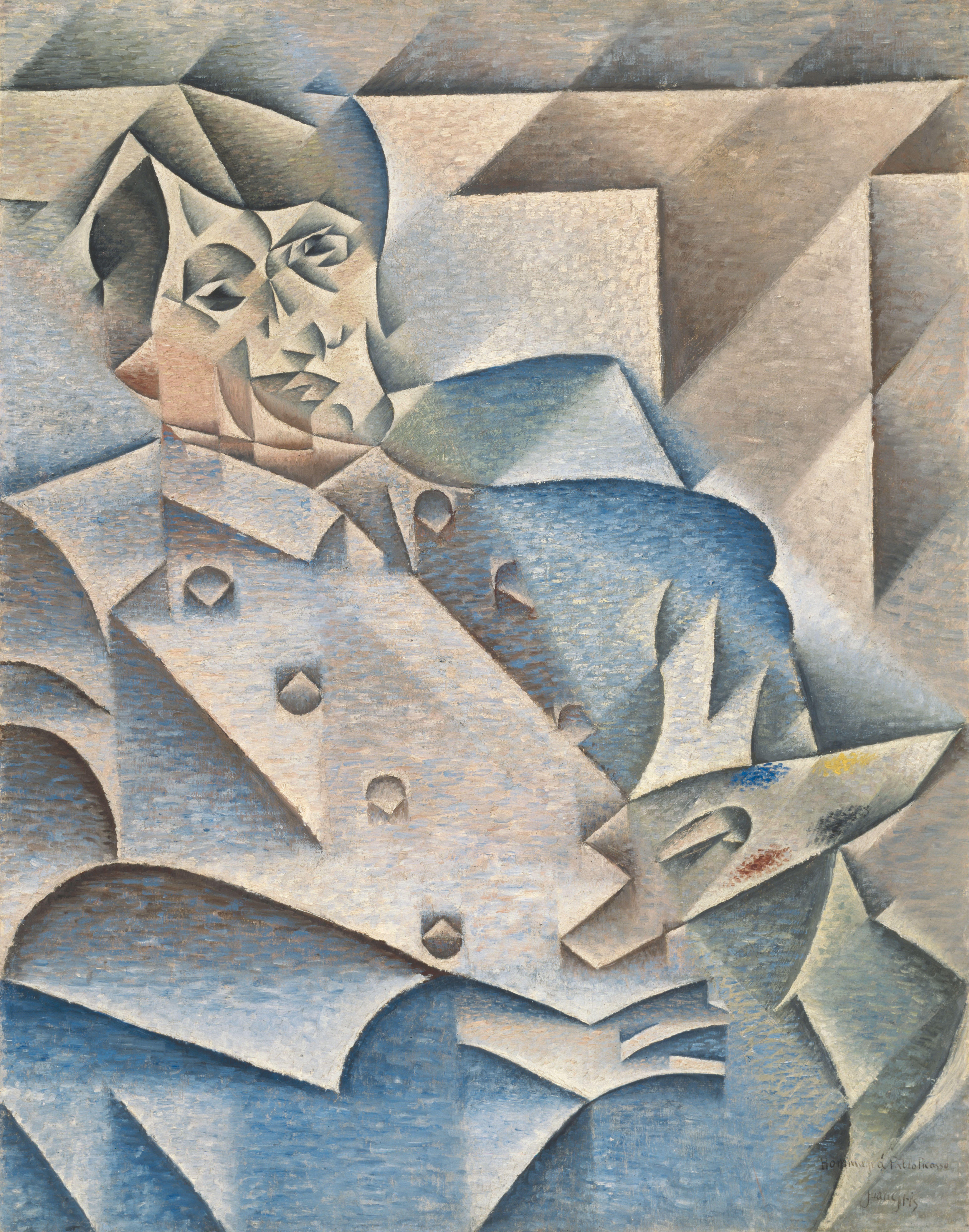
Juan Gris, Portrét Picassa, 1912